# Sophia Jarl
Sophia Emma Birgitta Jarl, tidigare Bergman, född 18 april 1978 i Norrköpings Borgs församling, Östergötlands län, är en svensk lärare och politiker (moderat) bosatt i Norrköping. Jarl var kommunstyrelsens ordförande i Norrköpings kommun mellan 2022–2024.

## Biografi
Sophia Jarl föddes 1978 i Norrköpings Borgs församling. Hon studerade till lärare i matematik och biologi vid Uppsala universitet.
Jarl är sedan 2014 Moderaternas främsta företrädare i kommunpolitiken i Norrköpings kommun och tog över positionen efter Fredrik Bergqvist. 2014–2022 var hon oppositionsråd.
Efter kommunalvalet 2022 blev Jarl kommunstyrelsens ordförande, sedan Moderaterna, Kristdemokraterna och Liberalerna bildat ett nytt styre med stöd av Sverigedemokraterna. Jarl var då den första kvinna som valts till kommunstyrelsens ordförande i Norrköping, den andra kvinnan på posten, och den andra moderata företrädaren någonsin.
Hon avgick den 16 december 2024, efter att koalitionen spruckit, men fortsatte som kommunstyrelsens 2:e vice ordförande och kommunalråd i opposition.

## Politik

### Norrköpings kommun
I maj 2023 gav Jarl besked om att konserthuset Louis De Geer i Norrköping kunde säljas ut till privata aktörer.
Jarl skrev i augusti samma år debattartikeln "Kultureliten är en del av det bortskämda Sverige" där hon menade att kultureliten inte skulle finansieras av skattebetalare, varken i Norrköping eller nationellt. Uttalandet har fått kritik av bland annat professorn Stefan Jonsson vid Linköpings universitet, artisten Tomas Andersson Wij, artisten Peter Johansson och artisten Lisa Nilsson. 26 augusti publicerades ett nytt uttalande från Jarl, där hon även får stöd av Moderata ungdomsförbundet i frågan om ekonomi.
I samband med Kulturnatten i slutet av september 2023 demonstrerade cirka 1 000 Norrköpingsbor mot planerna på utförsäljning av Louis De Geer Konsert & Kongress. Media rapporterade samtidigt om en Facebook-grupp med nästan 10.000 medlemmar som protesterar mot nedskärningarna inom kulturområdet, samt att en ideell förening med namnet Norrköpings Kulturskyddsförening bildats i anslutning till gruppen.